# Cezar d’Este
Cezar d’Este, Cesare d’Este (ur. 1561, zm. 11 grudnia 1628) – książę Modeny i Reggio od roku 1597 do swojej śmierci. W 1598 podczas jego rządów ród d’Este utracił księstwo Ferrary.
Cezar urodził się w Ferrarze jako nieślubny syn Alfonsa d’Este, markiza Montecchio, kuzyna Alfonsa II d’Este (księcia Ferrary i Modeny). Alfons II zmarł bezpotomnie w październiku 1597 roku i Cezar odziedziczył oba księstwo. Mimo że cesarz Rudolf II Habsburg uznał prawa Cezara do spadku, to jednak papież Klemens VIII się sprzeciwił, a Ferrara została zwrócona jako należąca do Państwa Kościelnego – mimo wysiłków młodego księcia, który zwrócił się o pomoc do najważniejszych osobistości tamtych czasów, nie otrzymując od nich oczekiwanej pomocy.
Stolica księstwa została więc przeniesiona do Modeny, gdzie Cezar znalazł się 30 stycznia 1598. Podczas pierwszych lat swoich rządów musiał stawić czoło wielu problemom; musiał zakończyć spór szlachty modeńskiej i ferrarskiej oraz zwalczyć próbę niepodległościową Maro Pio z Sassuolo.
30 stycznia 1586 poślubił Virginię de’ Medici, córkę Cosimo I Medyceusza i Eleonory Toledańskiej. Para miała 10 dzieci:
- Giulię d’Este (1588–1645),

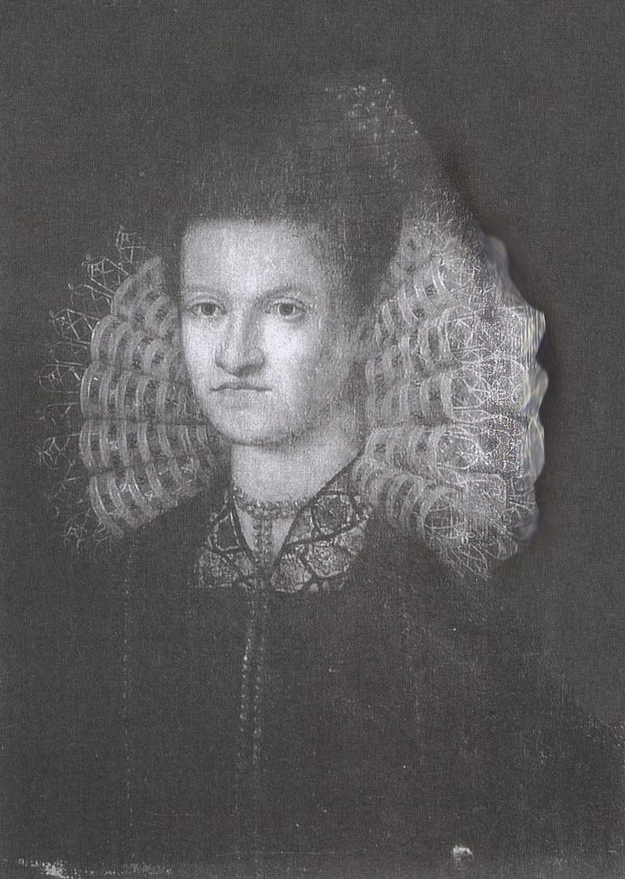
Virginia di Cosmo de’ Medici, żona Cezara

- Alfonsa III (1591–1644), księcia Modeny,
- Luigiego d’Este (1593/1594–1664), pana Montecchio – Scandiano,
- Laurę d’Este (1594–1630),
- Caterinę d’Este (1595–1618),
- Ippolita d’Este (1599–1647),
- Niccola d’Este (1601–1640),
- Borsa d’Este (1605–1657),
- Foresta d’Este (1606–1639/1640),
- Angelę Caterinę d’Este (zm. 1651), zakonnicę.

Virginia miała objawy potęgującej się choroby psychicznej, aż do swojej śmierci, w 1615. Sam Cezar był łagodnym i bardzo religijnym mężczyzną, ale nie posiadał wystarczających umiejętności polityka. Po jego śmierci, jego dobra odziedziczył po nim syn – Alfonso.